# Alouette lulu
Lullula arborea
Pour les articles homonymes, voir Lulu.
Genre
Espèce
Statut de conservation UICN

 LC  : Préoccupation mineure
Répartition géographique
- zone de nidification
- présence permanente
- voie migratoire
- aire d'hivernage

L'Alouette lulu (Lullula arborea) est une espèce d'oiseaux. Comme toutes les alouettes, elle appartient à la famille des Alaudidae. Olivier Messiaen a consacré à cet oiseau une pièce, qui en porte le nom, de son Catalogue d'oiseaux.

## Description
L'alouette lulu est plutôt petite, à courte queue. À titre de comparaison, elle est moins grande que l'Alouette des champs. L'Alouette lulu mesure 14 à 15 cm de longueur pour une envergure de 24 à 30 cm et une masse de 26 à 35 g. Son plumage strié est brun dans l'ensemble, les yeux sont soulignés de sourcils blancs se joignant à la nuque. Sa poitrine blanchâtre est piquetée de noir et ses joues sont brun-roux.
Les deux sexes sont indistingables, et les juvéniles présentent des dessus aux bords pâles ; leur poitrine est plutôt sombre diffus.
Elle peut être distinguée des autres alouettes par sa présence dans des habitats plus boisés, et par sa queue assez courte, ainsi que le schéma "clair-sombre-clair" au bas de l'aile.

### Vocalisations
Elle chante de nuit comme de jour, durant son vol ; son chant a donc tendance à porter loin. Celui-ci est assez mélodieux, et composé de différents thèmes séparés par des courtes pauses. Le plus célèbre est le lululululu qui donne son nom à l'espèce.

## Répartition et habitat

### Répartition
Cette espèce est présente toute l'année en Europe et  dans les régions montagneuses du nord de l'Afrique. L'alouette lulu est aussi présente en aire de nidification dans l'Europe de l'Est durant les périodes migratoires, ou d'hivernage (sud est de l'Ukraine) en Asie et au Moyen-Orient.

### Migration
L'alouette lulu est partiellement migratrice ; les populations du sud de l'Europe restent à l'année, tandis que les populations du nord et de l'est migrent en octobre, pour revenir entre février et avril.

### Habitat
L'alouette lulu fréquente les milieux mi-ouverts tels que les lisières de forêt, les landes, les bois clairs, souvent de conifères, où se trouvent des secteurs pierreux et sablonneux. Elle fréquente aussi des champs pour se nourrir.

## Écologie et comportement

### Alimentation
Elle se nourrit majoritairement d'insectes au printemps et à l'été, se rabattant sur les plantes en hiver. Elle est cependant plus omnivore que ses cousines et n'hésite pas à se nourrir de végétaux durant l'été.
Cette alouette se nourrit uniquement au sol, généralement seule ou en couple.

### Reproduction

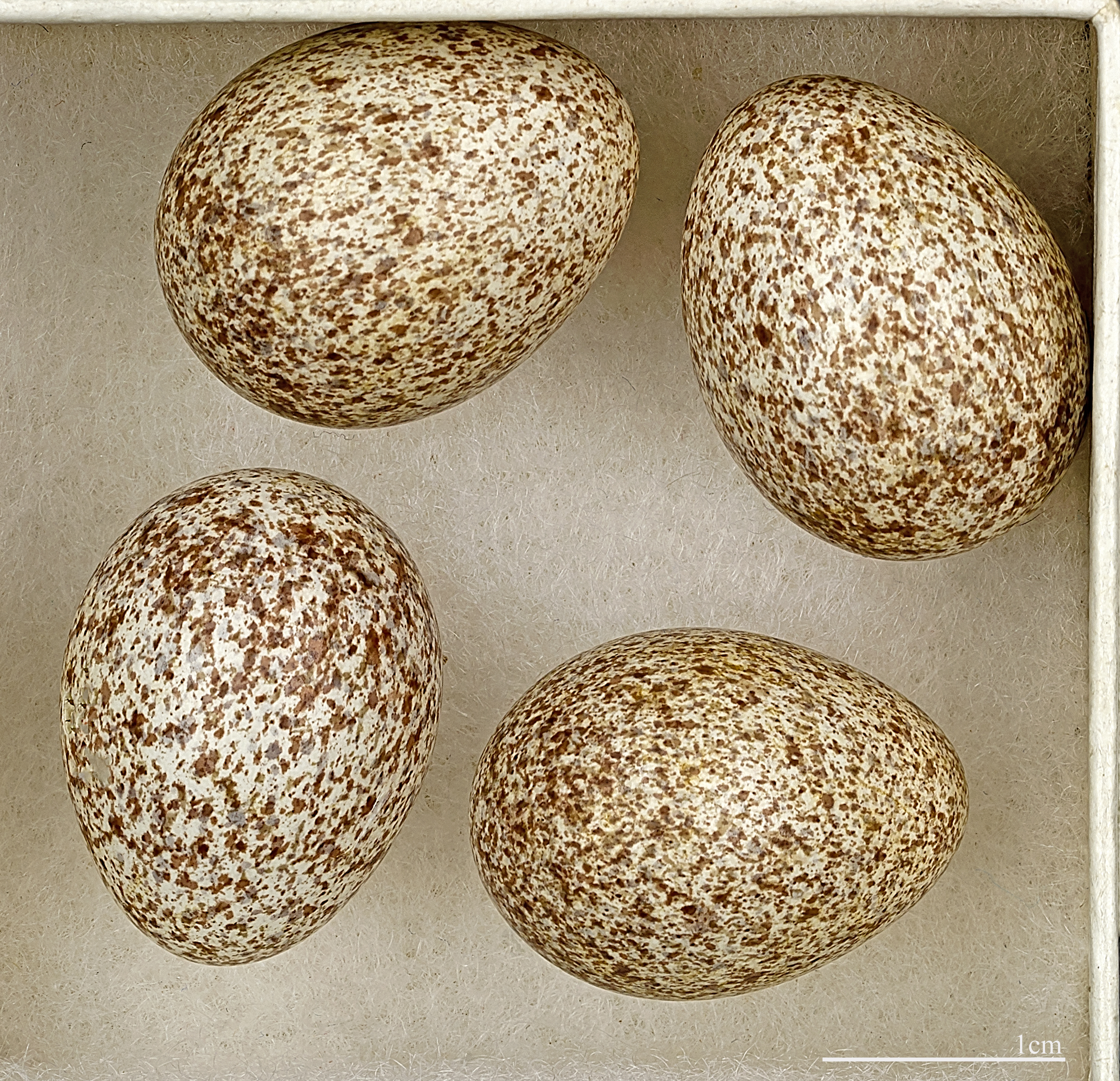
Œufs d'Alouette lulu - Muséum de Toulouse

La nidification de l'alouette lulu a lieu entre mars et juillet. Le nid est construit par la femelle, à l'aide de brindilles sèches, mousses et de petites racines méticuleusement disposées, à l’abri d'une plante à même le sol. La femelle couve 2 à 3 fois par an, au mois de mars, puis de mai à juin et de juillet à août. Les œufs sont blanc grisâtre mouchetés de rouge, de gris et de brun. Ils sont couvés quatorze jours en moyenne et les petits quittent le nid à un peu plus de une à deux semaines.
Les jeunes de la première nichée restent sur le site, de sorte qu'avec la seconde puis éventuelle troisième nichée, des groupes interfamiliaux de 20 à 30 individus se constituent à partir de juillet, et préfigurent ainsi les bandes migratoires de fin de saison.

## Systématique
L'alouette lulu a été décrite pour la première fois par Carl von Linné en 1758, sous le taxon Alauda arborea. Elle est a été placée dans le genre Lullula, dont elle est la seule représentante, par Johann Jakob Kaup en 1829. Elle compte actuellement deux sous-espèces :
- Lullula arborea arborea, la sous-espèce nominale, vivant dans une large partie de l'Europe à l'exception du sud. L. a. familiaris et wagneri sont aujourd'hui considérés comme des synonymes de arborea.
- Lullula arborea pallida, décrite en 1902 par Nikolaï Zaroudny, vivant dans le sud de l'Espagne et de l'Italie, le nord de l'Afrique, le Levant, l'Anatolie, la Crimée et le Caucase. Très proche d'arborea avec des dessus très légèrement plus gris et un poitrine plus pâle et blanchâtre faisant ressortir ses bandes sombres. L. a. flavescens, harterti, wettsteini sont des synonymes de pallida.

## L'alouette lulu et l'humain

### Conservation
L'alouette lulu est classée comme "préoccupation mineure" par l'UICN, en raison de sa large aire de répartition et de sa population élevée (plus de 4 000 000 d'individus), qui semble être en croissance.
En France, la population nicheuse est en déclin, à court et long terme, avec une population de 110 000 à 170 000 couples.

#### Protection
L'alouette lulu bénéficie d'une protection totale sur le territoire français depuis l'arrêté ministériel du 17 avril 1981 relatif aux oiseaux protégés sur l'ensemble du territoire. Il est donc interdit de la détruire, la mutiler, la capturer ou l'enlever, de la perturber intentionnellement ou de la naturaliser, ainsi que de détruire ou enlever les œufs et les nids, et de détruire, altérer ou dégrader son milieu. Qu'elle soit vivante ou morte, il est aussi interdit de la transporter, colporter, de l'utiliser, de la détenir, de la vendre ou de l'acheter.